# 古綾瀬川
古綾瀬川（ふるあやせかわ）は、埼玉県越谷市および草加市を流れる一級河川。利根川水系綾瀬川の支流である。その名のとおり、かつては綾瀬川の本流であった。

## 地理
埼玉県越谷市南部の蒲生愛宕町付近に源を発し、中川低地の草加市八幡町との境を屈曲を繰り返しつつ流れる。青柳、弁天地区を流れ、草加市神明で綾瀬川の左岸に合流する。途中、綾瀬川放水路を伏せ越ししている。

## 歴史
古綾瀬川は、かつての綾瀬川本流であったが流路の屈曲が著しく、元禄年間（1688年〜1704年）にかけて幕府による改修により、日光街道付近を流れる支流が拡幅されて直線の捷水路に改修され、現在の綾瀬川本流になった。旧川は現在の越谷市蒲生愛宕町付近で締切られ古綾瀬川となった。
近年では綾瀬川放水路、東京外環自動車道建設時に、その付近の流路の改修と放水路への接続が行われている。平成17年度には綾瀬川との合流部分が古綾瀬川排水機場設置に伴い、直接の合流が締切られた。

## 環境
市街地を流れるため水質が悪く、草加市青柳地区に浄化施設が設置されている。

## 橋梁
上流より
- 笹塚小橋
- 草幡橋
- 古川橋（そうか公園通）
- 草高橋（草加高校通）
- （東京外環自動車道・国道298号）
- 越戸橋（越戸橋通）
- 弁天橋（埼玉県道・千葉県道29号草加流山線）
- 松江新橋（埼玉県道115号越谷八潮線）